# FK Sport Bezdan
FK Sport, srbijanski nogometni klub iz vojvođanskog mjesta Bezdana.

## Osnovni podatci
Klupska boja je crno-bijela. Sjedište je u Malta bb, Bezdan. Klupski stadion podignut je 1934. i može primiti 300 gledatelja.

## Povijest
Osnovan je 1920. godine i spada u najstarije nogometne klubove u Srbiji. Najveće uspjehe polučio je 1930-ih, tijekom Drugoga svjetskog rata, zatim potkraj 1960-ih te početkom 2000-ih. U sezonama 2001./2002. i 2002./2003. dvaput je uzastopce bio prvakom Međuopćinske pa potom i Područne nogometne lige, izborivši time plasman u II. Vojvođansku ligu. Zbog oskudice novčarskih sredstava klub je otežano funkcionirao pa je već sezone 2004./2005. i 2005./2006. bio u stanju mirovanja, odnosno nije se natjecao. Zbog slabih održavanja, krov i svlačionice na stadionu su došle u loše stanje. 2006./07. s novom upravom situacija se je popravila i klub se natječe otad u najnižem razredu natjecanja. Klub funkcionira zahvaljujući pokroviteljima. Pri klubu radi škola nogometa za mlađe pionire i pionire, te veteranski sastav koji se natječe u veteranskoj općinskoj ligi.

## Vanjske poveznice
- Facebook